# Kuja (fiume)
La Kuja (in russo Куя?) è un fiume della Russia europea settentrionale, tributario di destra della Pečora. Scorre nel Zapoljarnyj rajon del Circondario autonomo dei Nenec (parte del bacino si trova sul territorio della Repubblica dei Komi).
Nasce dalla confluenza dei due rami sorgentizi Voj-Vož e Vorgašor che scendono da alcuni modesti rilievi collinari nella parte occidentale della Bol'šezemel'skaja Tundra; scorre con direzione mediamente settentrionale, attraversando una regione prevalentemente pianeggiante e spesso paludosa, senza incontrare alcun centro urbano di rilievo. Sfocia nella Pečora nella sua zona deltizia, in un braccio secondario chiamato Kujskij, a circa 48 km dalla foce. Ha una lunghezza di 186 km; l'area del suo bacino è di 3 600 km².
La Kuja è gelata, mediamente, da ottobre a maggio.